# Bothriothorax mayri
Bothriothorax mayri är en stekelart som beskrevs av Mercet 1921. Bothriothorax mayri ingår i släktet Bothriothorax och familjen sköldlussteklar.
Artens utbredningsområde är Spanien. Inga underarter finns listade.